# Краснополянский поселковый округ
Краснополя́нский поселко́вый о́круг — административно-территориальная единица в Адлерском районе города Сочи (муниципального образования город-курорт Сочи) Краснодарского края.
Объединяет посёлок городского типа Красная Поляна и сельские населённые пункты района, находящиеся за городской чертой в бассейне реки Мзымта.

## География
На территории округа расположены горные массивы, в том числе на северо-западе гора Ачишхо с её отрогами, на юго-востоке — вдоль границы с Нижнешиловским сельским округом тянется хребет Аибга (его высшей точкой является гора Каменный Столб (2509,7 м) — самая высокая смотровая площадка на Красную Поляну). На крайнем юго-востоке на границе с Абхазией находится высшая точка всего Адлерского района — гора Агепста (3256 м). Вдоль северной границы округа и района проходит водораздел Главного Кавказского хребта.

## Население
| 2002 | 2010  |
| ---- | ----- |
| 5197 | ↗5982 |

Постоянное население округа на 2010 составило 6 тыс. чел., фактическое — около 10 тыс.чел. В основном это русские и греки, а также эстонцы. Исключая посёлок городского типа — 1384 чел. (2010).

## Населённые пункты
В состав поселкового округа входят 5 населённых пунктов:
| № | Населённый пункт | Тип нп     | Население |
| - | ---------------- | ---------- | --------- |
| 1 | Кепша            | село       | ↘316      |
| 2 | Красная Поляна   | пгт, центр | ↘9165     |
| 3 | Медовеевка       | село       | ↗118      |
| 4 | Чвижепсе         | село       | ↘60       |
| 5 | Эстосадок        | село       | ↗890      |

## Администрация
Адрес администрации сельского округа: 354392, г.Сочи, посёлок городского типа Красная Поляна, ул. Волоколамская, д. 25
Главы администрации Краснополянского поселкового округа
- Авдеев, Сергей Романович
- Козликин, Владимир Николаевич (?-2005)
- Комаров, Андрей (с 2005)
- Волков Алексей Леонидович